# Otter Tail
La rivière Otter Tail coule dans le centre-ouest de l'État du Minnesota aux États-Unis. 

## Géographie
La rivière prend sa source dans le comté de Clearwater près de la ville de Bemidji.
Elle s'écoule ensuite à travers un certain nombre de lacs et de villes du Minnesota, notamment Elbow Lake, Many Point Lake, Chippewa Lake, Height of Land Lake, Frazee, the Pine lakes, Rush Lake, Otter Tail Lake, Ottertail, West Lost Lake, Fergus Falls et Orwell Lake.
Enfin elle rejoint la rivière Rouge du Nord, qui constitue la frontière entre les États du Minnesota et du Dakota du Nord.
Cinq barrages furent construits sur cette rivière à Fergus Falls entre 1909 et 1925.